# کامپوزیت سیمانی مهندسی
 کامپوزیت سیمانی مهندسی (به انگلیسی: Engineered Cementitious Composite) یا همان (ECC) که به آن بتن انعطاف‌پذیر نیز می‌گویند کامپوزیتی است که بر پایه سیمان است و به آسانی با قالب می‌توان آن را به هر شکل دلخواه در آورد. و به وسیلهٔ الیاف تصادفی مخصوص کوتاه، معمولاً الیاف پلیمری، مسلح می‌شود.
برخلاف بتن معمولی ECC (کامپوزیت سیمانی مهندسی) دارای ظرفیت کرنشی ۳ تا ۷ درصد است. در مقایسه با سیمان پرتلند معمولی که ۰٫۱ درصد است. بنابراین ECC بیشتر شبیه یک آهن شکل پذیر رفتار می‌کند تا یک شیشه ترد و شکننده (مانند OPC)، که باعث به وجود آمدن کاربردهای فراوانی برای آن می‌شود.

## توسعه
کامپوزیت سیمانی مهندسی (ECC) بر خلاف بتن‌های الیافی (FRC, Fiber Reinforced Concrete) رایج ماده‌ای است که به صورت میکرو مکانیکی طراحی می‌شود.. این یعنی اینکه برهم کنش میان الیاف ECC و ماتریس به وسیلهٔ یک مدل میکرو مکانیکی توصیف می‌شود، که همچنین مشخصات مواد را در نظر می‌گیرد و کمک به پیش‌بینی مشخصات ECC می‌کند.
ECC از لحاظ ظاهری شبیه به بتن بر پایه سیمان معمولی پرتلند است،  جز اینکه شامل مصالح درشت دانه نمی‌شود و همچنین تحت کرنش می‌تواند تغییر شکل دهد (خم شود). تعدادی از گروه‌های تحقیقاتی در حال پیشرفت دادن علم ECCها هستند که شامل دانشگاه میشیگان و دانشگاه استانفورد در ایالات متحده، دانشگاه صنعتی دلفت در هلند، دانشگاه توکیو در ژاپن و دانشگاه صنعتی چک در جمهوری چک می‌شود.

## ویژگی‌ها
کامپوزیت سیمانی مهندسی (ECC) دارای ویژگی‌های منحصر بفرد زیادی است.

## انواع
- سبک وزن

## کاربردهای میدانی
ٍکامپوزیت سیمانی مهندسی (ECC) تابحال در پروژه‌های بزرگی در کشورهای ژاپن، کره سوییس، استرالیا و ایالات متحده آمریکا مورد استفاده قرار گرفته‌است. که شامل موارد زیر می‌شود.
- سد میتاکا نزدیک هیروشیما به وسیلهٔ ECC در سال 2003 تعمیر شد.[۳]

## مقایسه با دیگر مواد کامپوزیتی
| مشخصات           | FRC                                                              | رایج HPFRCC                                                         | ECC                                                                  |
| ---------------- | ---------------------------------------------------------------- | ------------------------------------------------------------------- | -------------------------------------------------------------------- |
| روش طراحی        | N.A.                                                             | Use high Vf                                                         | Micromechanics based, minimize Vf for cost and processibility        |
| الیاف            | Any type, Vf usually less than 2%; df for steel ~ 500 micrometre | Mostly steel, Vf usually> 5%; df ~ 150 micrometre                   | Tailored, polymer fibers, Vf usually less than 2%; df <50 micrometre |
| ماتریس           | درشت دانه‌ها                                                      | ریزدانه‌ها                                                           | Controlled for matrix toughness, flaw size; fine sand                |
| Interface        | کنترل نشده                                                       | کنترل نشده                                                          | Chemical and frictional bonds controlled for bridging properties     |
| ویژگی‌های مکانیکی | نرم شدگی کرنشی:                                                  | سخت شدگی کرنشی:                                                     | سخت شدگی کرنشی:                                                      |
| کرنش کششی        | 0.1%                                                             | <1.5%                                                               | >3% (عموماً); 8% بیشینه                                               |
| پهنای ترک        | Unlimited                                                        | Typically several hundred micrometres, unlimited beyond 1.5% strain | Typically <100 micrometres during strain-hardening                   |

Note: FRC=Fiber-Reinforced Cement. HPFRCC=High-Performance Fiber Reinforced Cementitious Composites

## پا نویس
1. 1 2 3 4  "A brief introduction to ECC and ECC technology network". Engineeredcomposites.com. Archived from the original on 15 November 2007. Retrieved 2007-11-03.
2. ↑   V.C. Li: From mechanics to structural engineering - The design of cementitious composites for civil engineering applications, Structural Engineering/Earthquake Engineering (1993) 10:37s-48s
3. ↑  «Technology Network - Mitaka Dam بازیابی در 11/11/09». بایگانی‌شده از اصلی در ۱۰ ژوئیه ۲۰۱۱. دریافت‌شده در ۲۴ ژوئن ۲۰۱۰.

## لینک‌های مرتبط
- گروه تحقیقاتی ویکتور لی در مورد کامپوزیت سیمانی مهندسی در دانشگاه میشیگان
- US - Japan Composite and Hybrid Systems Research Program
- Surveys on the research and development of Engineered Cementitious Composites
- شبکه تکنولوژی کامپوزیت سیمانی مهندسی